# Данфорд, Мо
Мо Данфорд (англ. Moe Dunford; род. 11 декабря 1987, Дангарван, Манстер) — ирландский актёр, известный по роли Этельвульфа в сериале «Викинги».

## Биография
Родился в Дангарване, графство Уотерфорд, Ирландия. В июне 2009 года окончил школу актерского мастерства Гайети. 
Данфорд начал свою актерскую карьеру в 2010 году в фильме «Тюдоры» Afterwards he appeared in many films and TV productions like An Crisis. Впоследствии он появился во многих фильмах и телесериалах, таких как «Кризис» и «Игра престолов». Его самые известные роли - Этельвульф в «Викингах» и Патрик Фицджеральд в «Дне Патрика». В 2015 году он получил премию IFTA в категории «Лучший актер главной роли в кино» за «День Патрика» и премию EFP 2015 Shooting Stars Award, представляя Ирландию на Берлинском кинофестивале. 

## Фильмография

### Фильмы
| Год  | Название                              | Роль               | Примечания                                      |
| ---- | ------------------------------------- | ------------------ | ----------------------------------------------- |
| 2014 | День Патрика                          | Патрик Фицджеральд |                                                 |
| 2015 | Покинуть                              | Брендан            | Короткометражный                                |
| 2015 | Торговцы                              | Лазарус 23         |                                                 |
| 2016 | Флаг                                  | Морриси            |                                                 |
| 2016 | Чёртов красавчик                      | Паскаль            |                                                 |
| 2016 | Гридлок                               | Эоин               | Короткометражный                                |
| 2017 | Майкл внутри                          | Дэвид              |                                                 |
| 2017 | Обитатели                             | Десси              |                                                 |
| 2018 | Чёрный 47-й                           | Фитцгиббон         |                                                 |
| 2018 | Раскопки                              | Ронан Каллахан     |                                                 |
| 2018 | Рози                                  | Джон Пол           |                                                 |
| 2019 | В тихом омуте                         | Мартин Мэннион     | По рассказу Кевина Барри                        |
| 2020 | Я Патрик: Святой покровитель Ирландии | Рассказчик         |                                                 |
| 2020 | Топпинг                               | Дэйа               | Также исполнительный продюсер; Короткометражный |
| 2020 | Рождественское желание Анджелы        | Отец               | Озвучка                                         |
| 2020 | Клуб «Кастет»                         | Броди              |                                                 |
| 2022 | Техасская резня бензопилой            | Дэниэл             |                                                 |

### Телевидение
| Год       | Название             | Роль              | Примечания                                                               |
| --------- | -------------------- | ----------------- | ------------------------------------------------------------------------ |
| 2010      | Тюдоры               | Ричард Лиланд     | 2 эпизода                                                                |
| 2012      | Игра престолов       | посланник Старков | 1 эпизод («Принц Винтерфелла»)                                           |
| 2013      | Ссадина              | Niall             | 3 episodes                                                               |
| 2013      | Кризис               | Кристиан          | 6 эпизодов                                                               |
| 2013      | Болливуд в Голливуде | Гость             | 1 эпизод                                                                 |
| 2014–2018 | Викинги              | Этельвульф        | Второстепенная роль (2–3 сезоны); Главная роль (4–5 сезоны); 36 эпизодов |
| 2019      | Дублинские убийства  | Сэм О’Нил         | Второстепенная роль; 8 эпизодов                                          |
| 2022      | Голова               | Алек Куртц        | Второстепенная роль; 6 эпизодов                                          |

### Видеоклипы
| Год  | Песня       | Артист(ы) | Роль    |
| ---- | ----------- | --------- | ------- |
| 2016 | Cherry Wine | Хозиер    | Мужчина |